# Уайт, Джордж Стюарт
Сэр Джордж Стюарт Уайт (англ. Sir George Stuart White; 6 июля 1835, замок Рок, Порт Стюарт, графство Лондондерри, Ирландия — 24 июня 1912, Военный госпиталь в Челси, Лондон) — британский военный и государственный деятель, кавалер креста Виктории — высшей и наиболее почитаемой награды за храбрость в Британской армии и войсках Содружества, по происхождению ирландец, фельдмаршал (8 апреля 1903).

## Ранние годы
Сэр Джордж Стюарт Уайт родился в замке Рок в Ирландии. Сын Джеймса Уайта и Франсис Энн Стюарт. Образование получил в Bromsgrove School (Уорчестершир) и в King William’s College (остров Мэн). С 1850 года посещал Royal Military Academy (Сэндхэрст), где получил чин подофицера.
Выпущен в 27-й пехотный полк (27th (Inniskilling) Regiment of Foot), в составе которого участвовал в подавлении Восстания сипаев.
Во время прохождения службы в Индии познакомился со своей будущей женой — Амелией Бали (Amelia Baly) — дочерью Джозефа Бали, калькуттского архидиакона.
В 1879 году во время Второй англо-афганской войны 1878—1880 был заместителем командира 92-го пехотного полка, позже этот полк был переименован в полк гордонских горцев.

## Военная карьера

### Крест Виктории
Уайту было 44 года, когда произошли следующие события, за которые он был награждён крестом Виктории:
За выдающуюся храбрость, проявленную во время сражения при Чарасиабе 6 октября 1879 года, когда, обнаружив, что артиллерийским и ружейным огнём не удается выбить противника с укреплений на холме, который следовало занять, майор Уайт решил лично возглавить атаку силами двух рот своего полка. Взбираясь на холм и преодолевая уступы один за одним, Уайт наткнулся на хорошо укрепившееся вражеское подразделение, которое превосходило британцев в соотношении 8 к 1. Нужно было немедленно атаковать, несмотря на измотанность солдат; Уайт удачным выстрелом сразил наповал командира афганцев и, таким образом, внеся замешательство в ряды противника, воодушевил своих солдат, которые быстро опрокинули врага и заняли господствующую высоту.
1 сентября 1880 года в сражении при Кандагаре, майор Уайт, возглавив решающую атаку своего полка, под сильным неприятельским огнём, обнаружил два вражеских орудия, сдерживающих наступление британцев, и, быстро овладев ими, обеспечил успех всего боя.

## Военная и административная деятельность в последующие годы

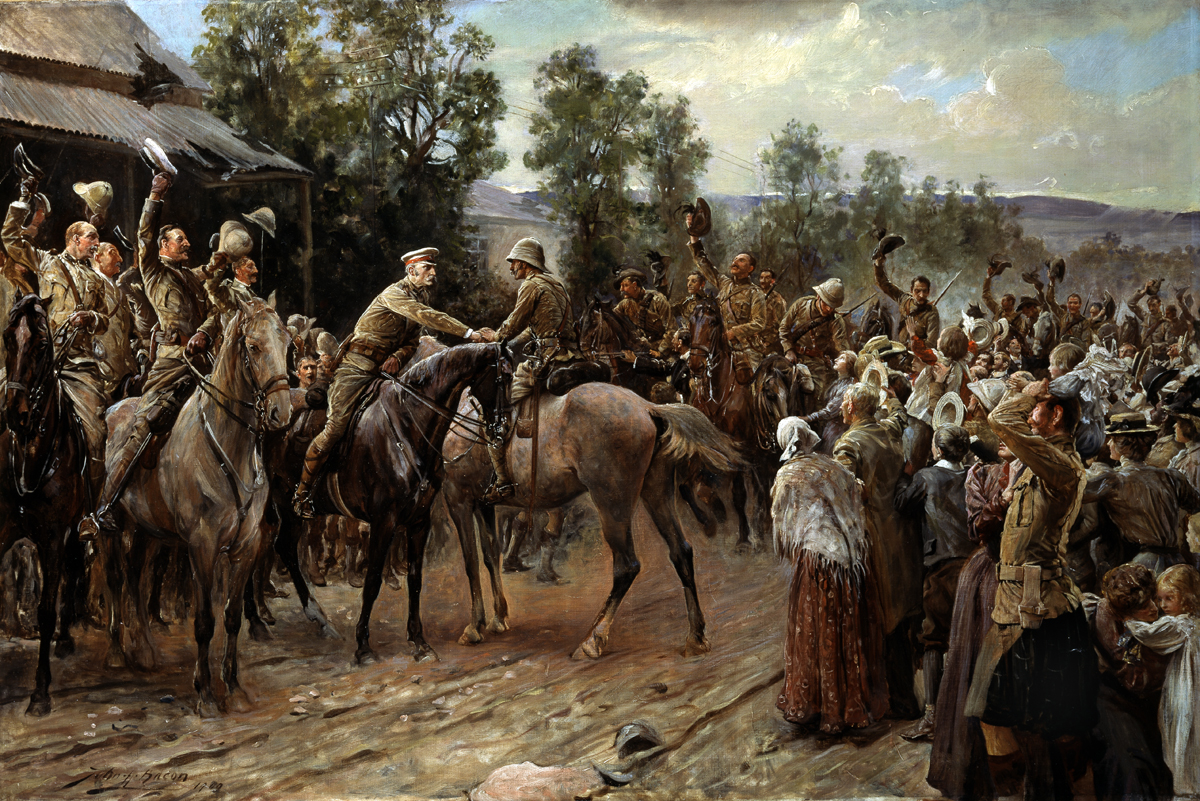
Снятие осады Ледисмита. Сэр Джордж Уайт приветствует майора Губерта Гоу 28 февраля 1900 года. Картина худ. Джона Генри Фредерика Бэкона (1868—1914).

В 1881 году Уайт был назначен командиром 92-го пехотного полка (92nd Foot), в 1886 году получил рыцарское звание за службу в Бирме, а в 1893 стал главнокомандующим (Commander-in-Chief) британскими войсками в Индии. В 1898—1899 годы Уайт занимал пост генерал-квартирмейстера (Quartermaster-General).
В начале англо-бурской войны 1899—1902 годов командовал войсками в колонии Натал (Южная Африка); возглавлял гарнизон города Ледисмит во время его осады бурами в 1899—1900 годах.
22 мая 1900 года назначен губернатором Гибралтара, в 1903 во время посещения крепости король Великобритании Эдуард VII лично вручил Уайту фельдмаршальский жезл.
С 1 августа 1905 года — губернатор Royal Chelsea Hospital, где и умер 24 июня 1912 года.
Сын Уайта — Джек Уайт (1879—1946) — после службы в Британской армии стал ирландским республиканцем и анархистом в так называемой Irish Citizens Army (сооснователем которой он был).
В Лондоне на Portland Place Уайту был поставлен памятник.
Фельдмаршал похоронен в селении Broughshane, в графстве Антрим, в Северной Ирландии, месте проживания предков Уайта, здесь в его честь сооружен мемориал.